# Willy Hillen (1896-1974)
Wilhelmina Anna Lambertine Marie (Willy) Hillen (Arnhem, 4 april 1896 – Roermond, 14 maart 1974) was een van de grondleggers van het club- en buurthuiswerk in de Nederlandse provincie Limburg. 

## Leven en werk
Hillen werd in 1896 in Arnhem geboren als dochter van de apotheker Nicolaas Theodoor Hillen en Maria Wilhelmina Christina Reijers. Zij studeerde Nederlands aan de RK Leergangen. Met haar zus Jacqueline, die farmacie had gestudeerd aan de Universiteit van Amsterdam, richtte zij "Sleutelbos" op, een organisatie voor politiek en maatschappelijk geïnteresseerde afgestudeerde vrouwen. Uit deze organisatie ontstond het later opgerichte Katholiek Vrouwendispuut. Na haar studie was zij onder andere als lerares Nederlands verbonden aan een gymnasium in Venray. In 1928 werd zij benoemd tot directrice van de school voor maatschappelijk werk in Sittard. In die rol was zij samen met Henricus Andreas Poels betrokken bij het realiseren van club- en buurthuizen in Limburgse mijnstreek. Om dit werk te stimuleren richtten zij de Stichting Onze Buurthuizen op. In 1951 werd zij benoemd tot officier in de Orde van Oranje-Nassau. Kort na haar 25-jarig jubileum als directrice werd zij in 1954 benoemd tot raadadviseur van de toenmalige minister van Maatschappelijk Werk, Frans-Jozef van Thiel.
Hillen overleed in 1974 op 77-jarige leeftijd in haar woonplaats Roermond. Zij was de eerste ereburgeres van Sittard. In deze plaats werd in 2015 de Willie Hillenstraat naar haar genoemd.